# Ukiyo-e

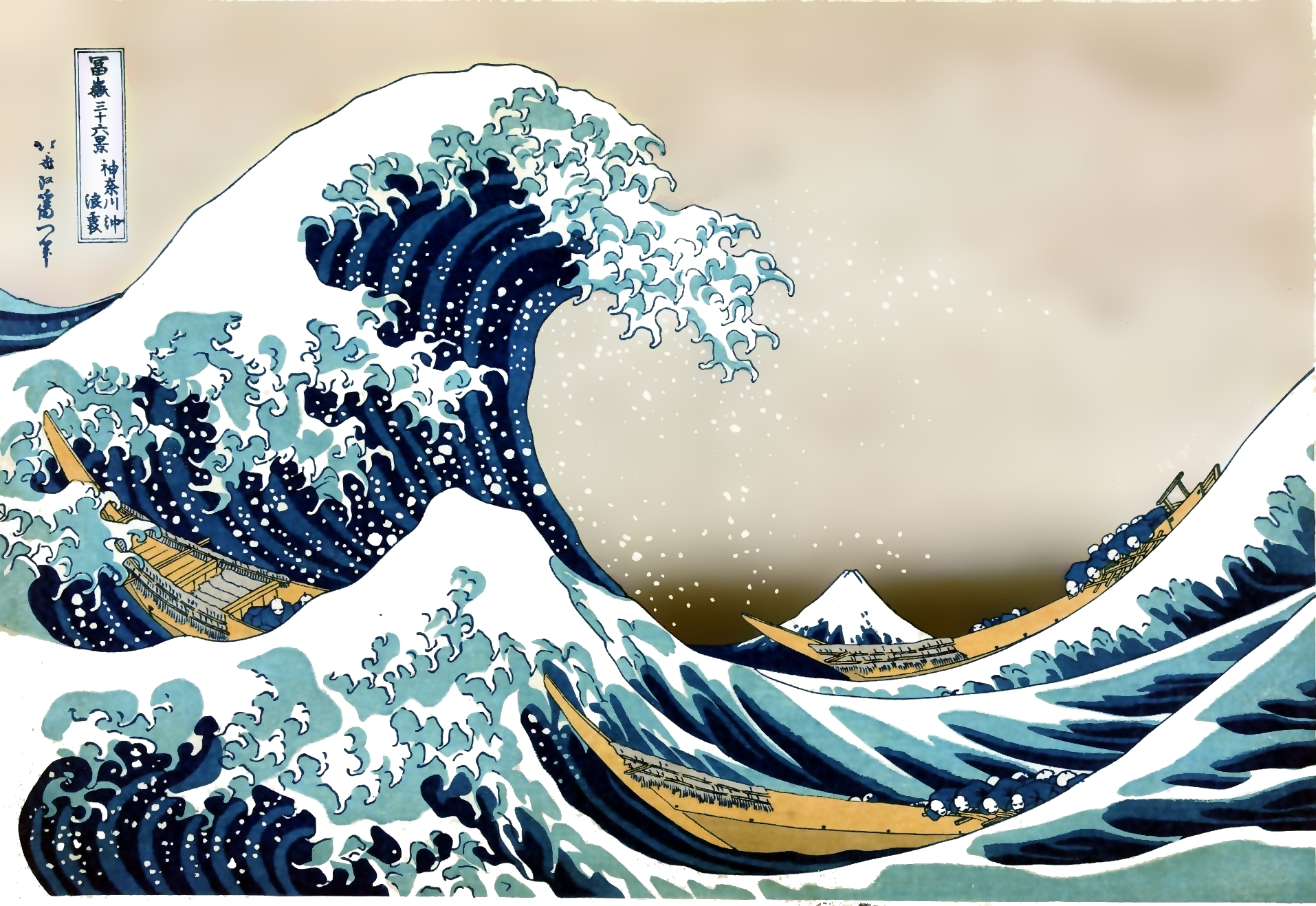
Hokusai Katsushika, Wielka fala w Kanagawie, 1830–1833

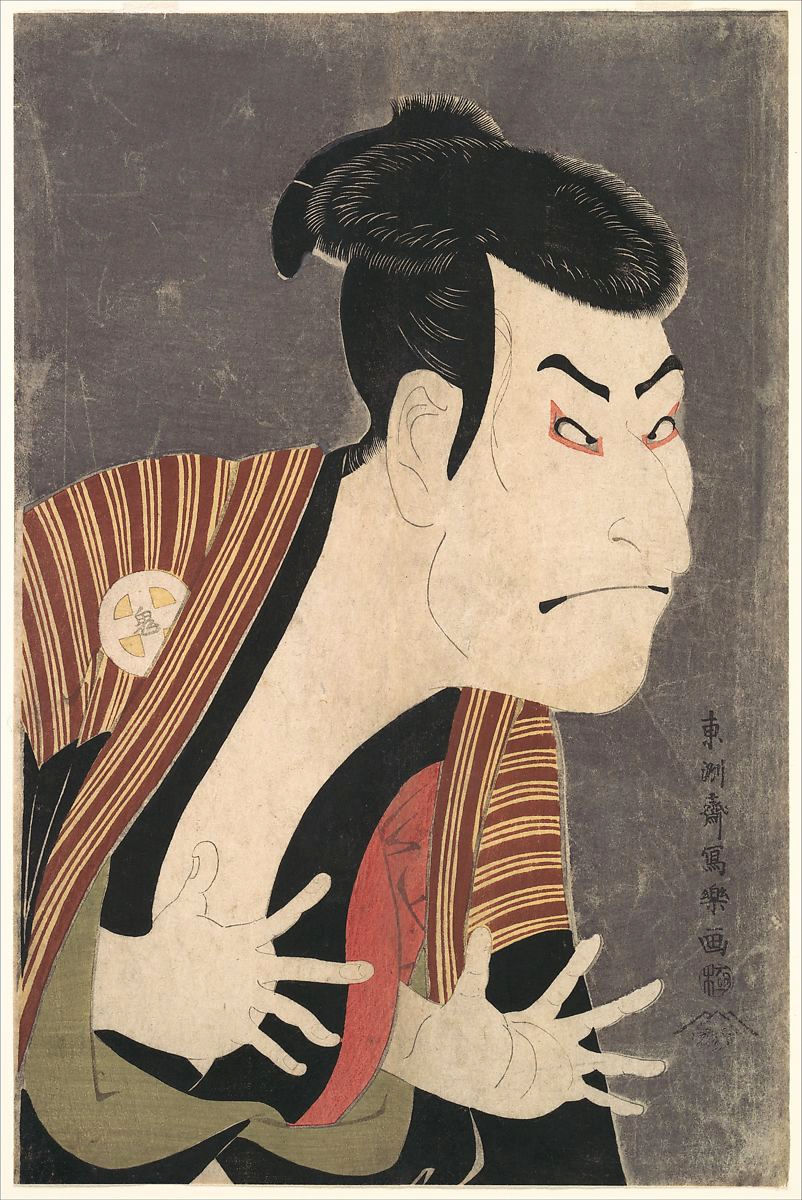
Sharaku Tōshūsai, drzeworyt z 1794 r. przedstawiający aktora teatru kabuki, Oniji Ōtani III, w roli służącego Edobeia

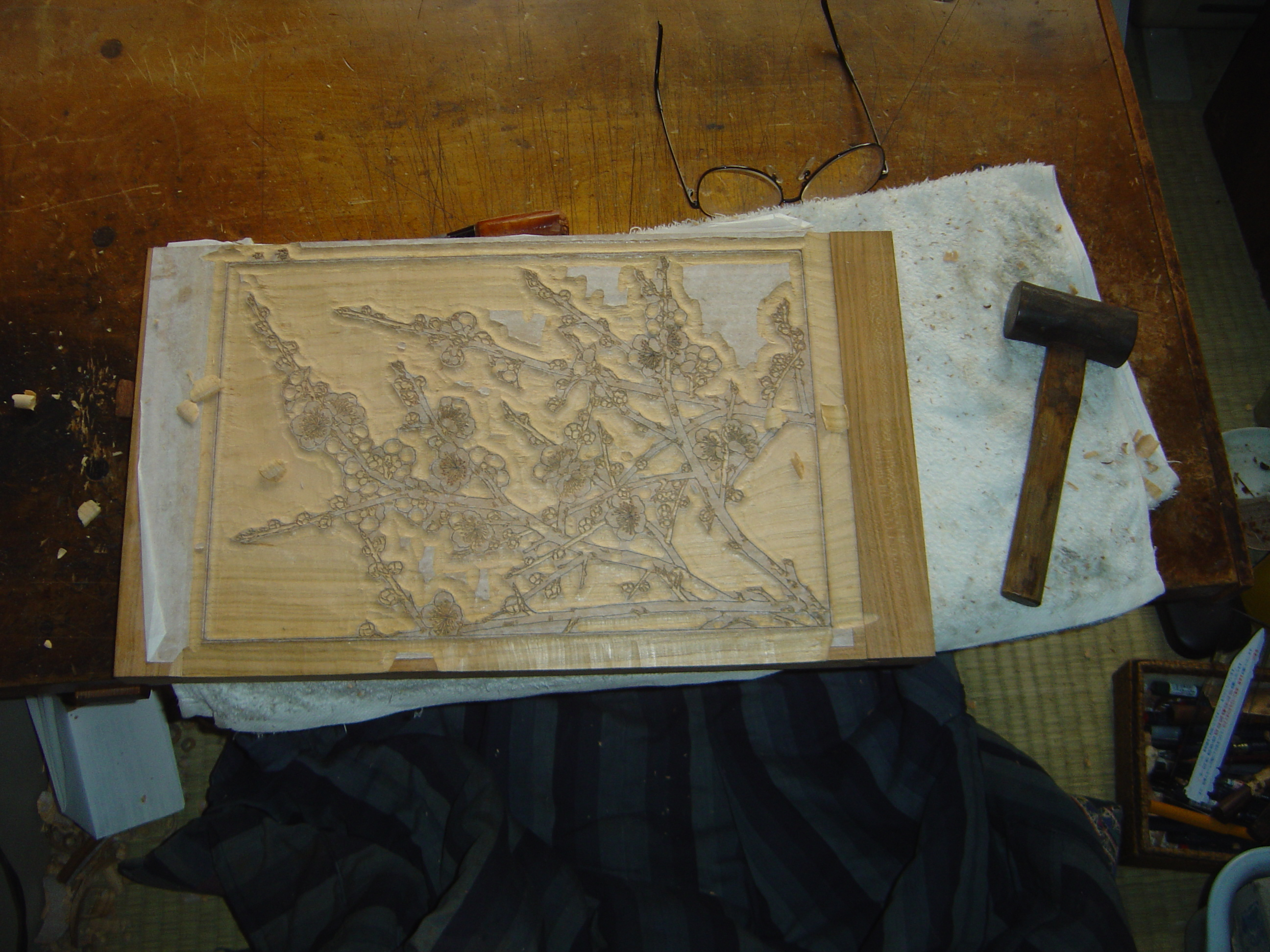
Matryca do odbitek

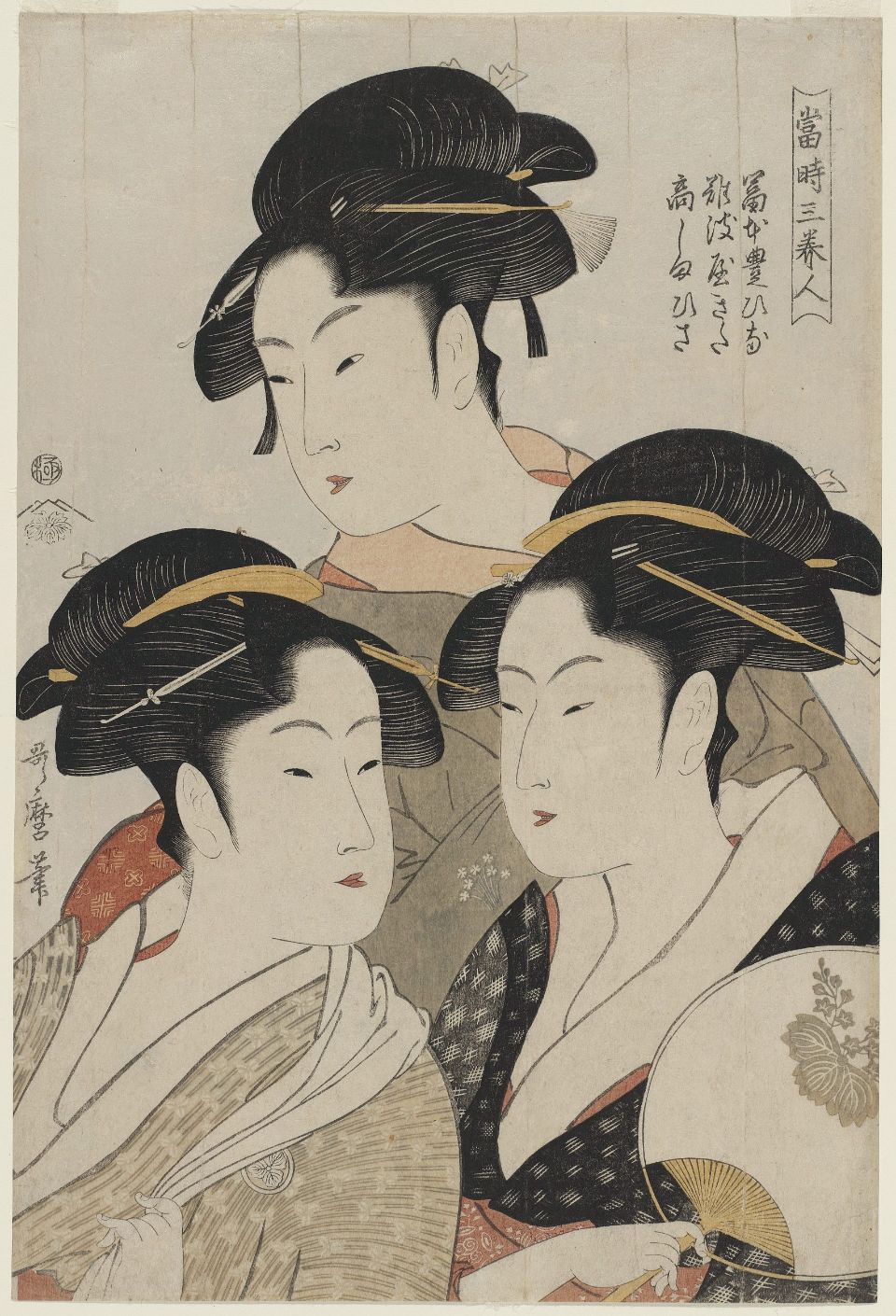
Utamaro, Trzy piękności swoich czasów lub Trzy piękności ery Kansei (1789–1801), od lewej: Hisa Takashima (najstarsza córka właściciela przydrożnej herbaciarni w dzielnicy Edo o nazwie Ryōgoku), Toyohina Tomimoto (gejsza), Kita Naniwaya (córka właściciela herbaciarni w Asakusa), ok. 1793

Ukiyo-e (jap. 浮世絵 ukiyo-e; „obrazy przepływającego świata”, „obrazy przemijającego świata”) – rodzaj malarstwa i drzeworytu japońskiego, funkcjonujący w okresie Edo (od połowy XVII wieku do początków okresu Meiji w drugiej połowie XIX wieku).  

## Znaczenie słowaukiyo
Słowo o tej samej wymowie, ale innej pisowni pierwotnie wyrażało buddyjską ideę przejściowej natury życia, świata smutku i zmartwień. Ten pesymistyczny pogląd został odrzucony w okresie Edo. Nowy homonim (z użyciem innego znaku kanji) wyrażał postawę radości życia. Ta hedonistyczna kultura, która uwielbiała życie w „płynącym świecie”, została szczególnie dobrze wyrażona w produkcji drzeworytów, które udostępniano każdemu, w postaci obrazów uwodzicielskich kurtyzan, ekscytujących aktorów kabuki i słynnych romantycznych widoków. Po raz pierwszy artyści zainspirowali się i odpowiedzieli na zainteresowania i preferencje ogółu społeczeństwa.
Drzeworyty ukiyo-e stały się więc plastycznym środkiem opisu „przepływającego, ulotnego świata” (ukiyo) mieszkańców miast, zjawisk przyrody, w tym także ludzi sztuki, zwłaszcza aktorów i kurtyzan, powstającym w obrębie dzielnic rozrywki największych miast japońskich okresu Edo (1603–1867). Drzeworyt, obok popularnej literatury kibyōshi (ilustrowane książki z żółtymi okładkami) i teatru kabuki, stanowił jeden z trzech zasadniczych filarów kultury ukiyo.

## Historia gatunku

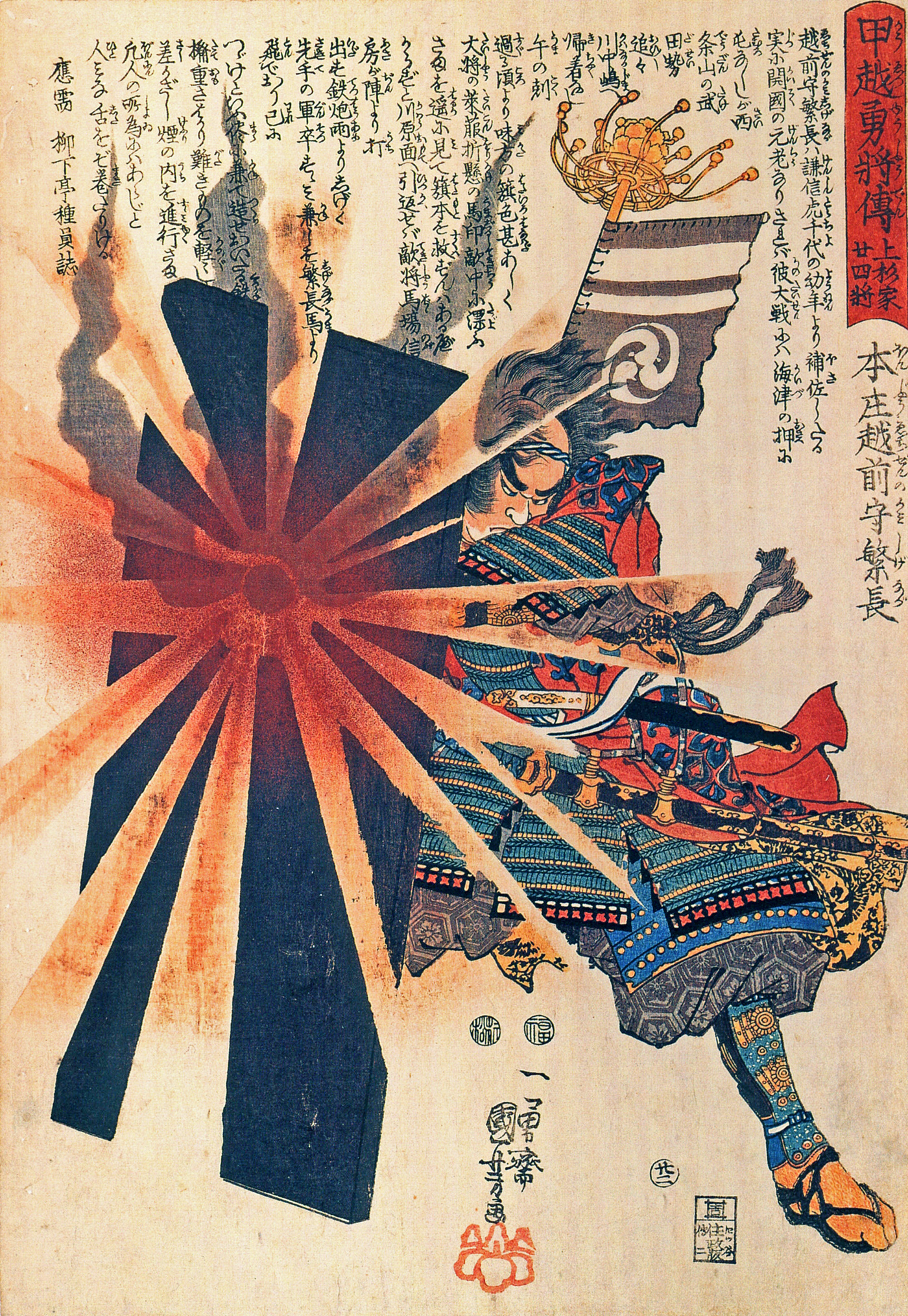
Kuniyoshi Utagawa, Shigenaga Honjō osłania się przed eksplodującym pociskiem

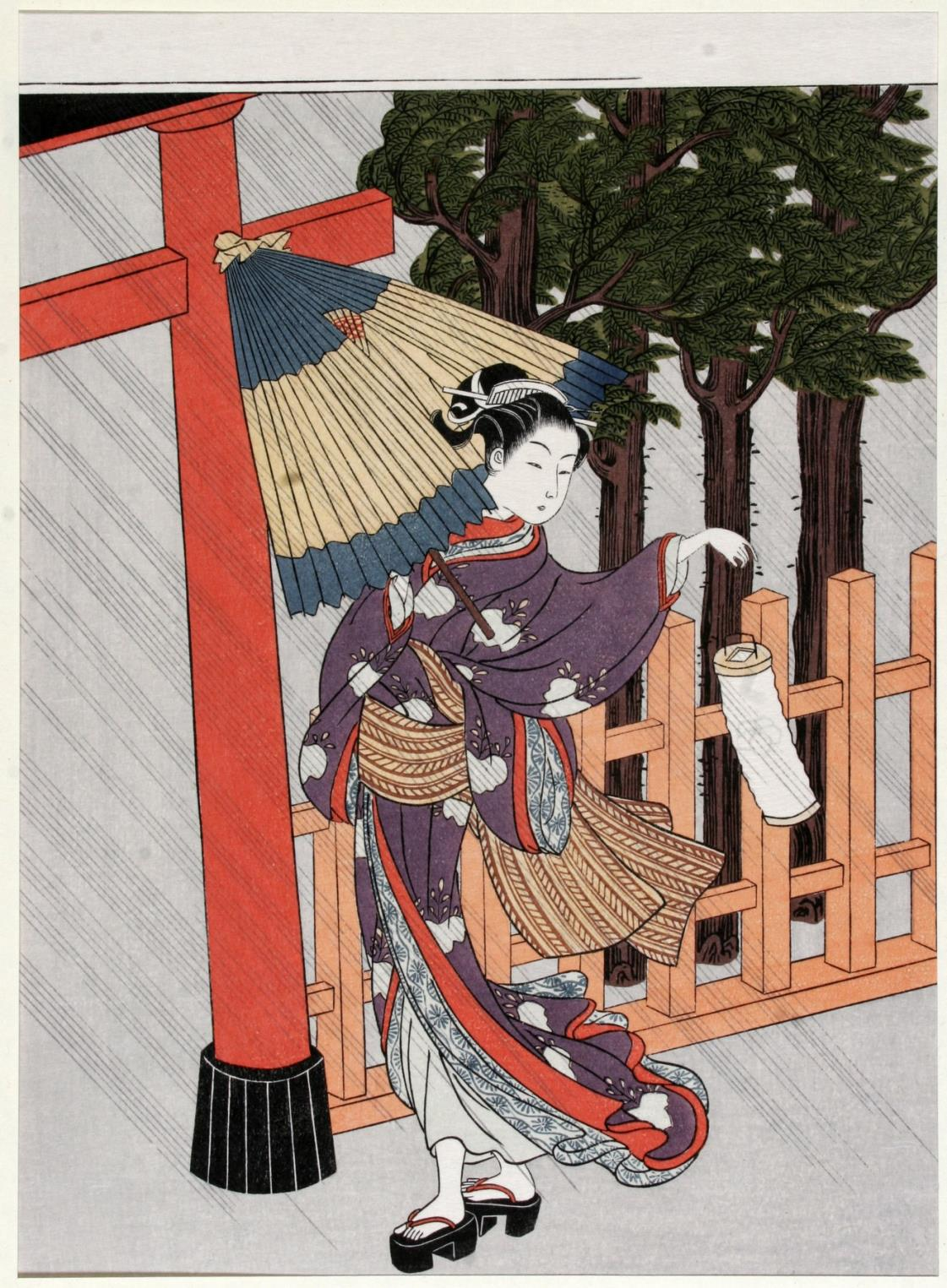
Harunobu Suzuki, Piękność odwiedzająca chram w deszczowy wieczór

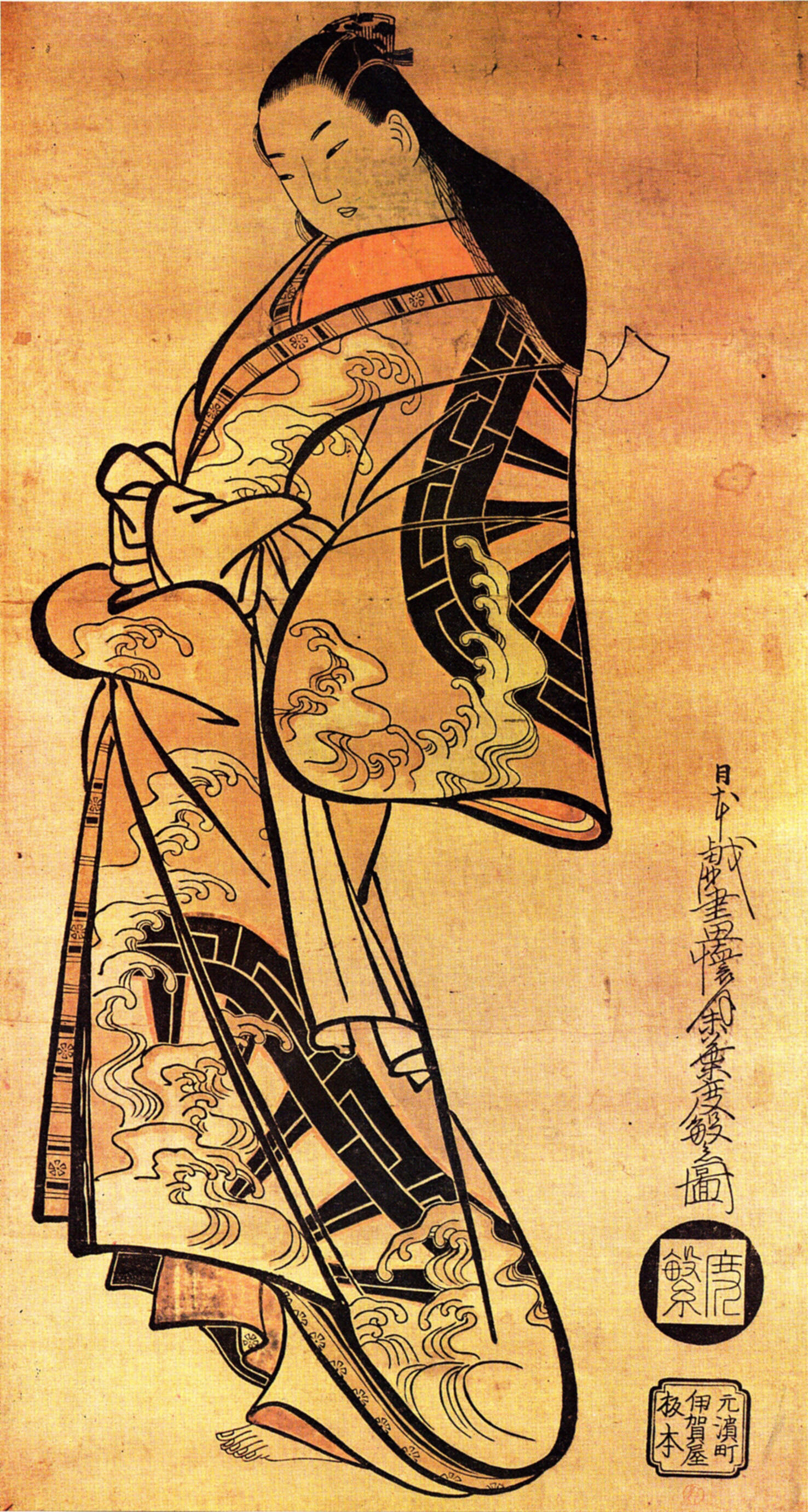
Dohan Kaigetsudō, Bijin (Piękna kobieta)

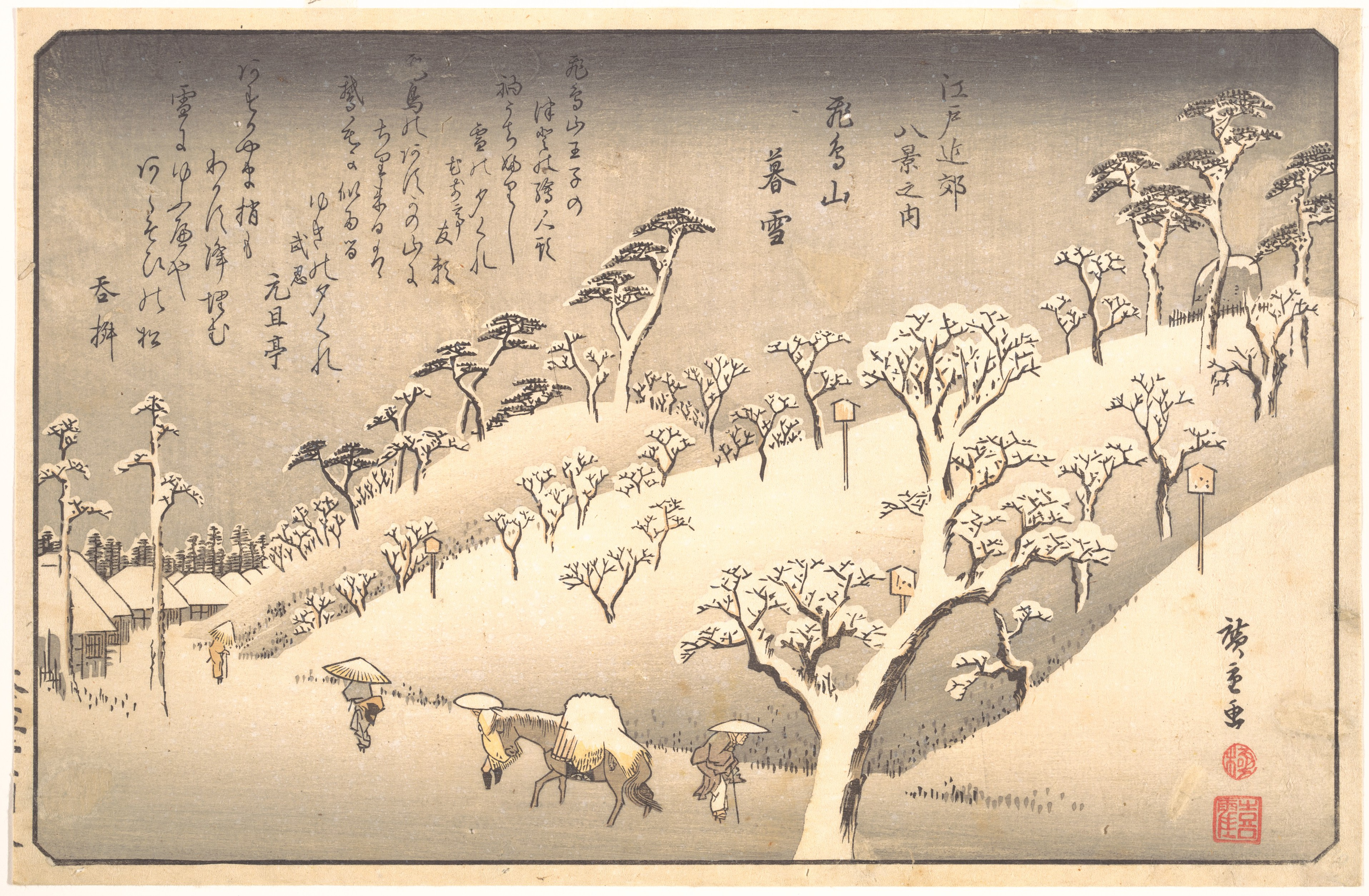
Hiroshige, Asukayama w wieczornym śniegu, z serii Słynne sceny z przedmieść Edo

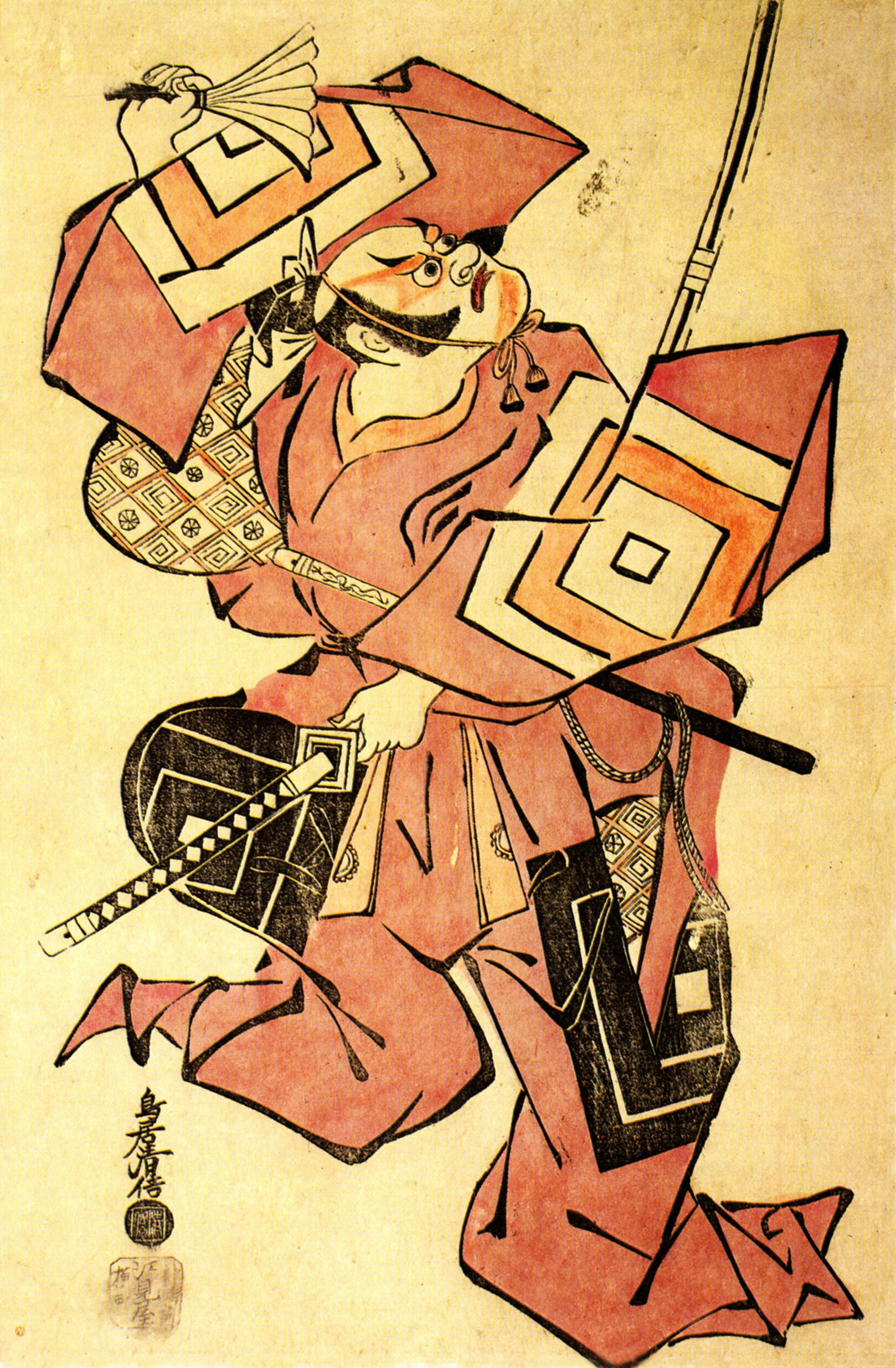
Kiyomasu Torii (przełom XVII/XVIII w.), Danjūrō Ichikawa II w sztuce pt. „Shibaraku”

Technika wykonywania drzeworytu monochromatycznego pojawiła się w Japonii przypuszczalnie w VIII wieku za pośrednictwem warsztatów koreańskich i stosowana była przede wszystkim do druku tekstów i wizerunków buddyjskich. Z czasem zaczęto ją stosować także do druku literatury edukacyjnej, popularnej i erotycznej. Od początku rozwoju ukiyo-e szczególną popularnością cieszyły się shunga (dosł. 'obrazy wiosenne') czyli drzeworyty i grafiki pornograficzne. 

### I okres (odwielkiego pożaru ery MeirekiwEdow 1657 roku do ery Hōreki w latach 1751–1764)
Ukiyo-e były wówczas głównie oryginalnymi rysunkami i jednobarwnymi drzeworytami (sumizuri-e). Artysta, który wykonywał rysunki do drzeworytów, nazywał się hanshita-eshi. Jednym ze słynnych był Moronobu Hishikawa, który tworzył ilustracje do książek i popularnych historii z życia codziennego (ukiyo-zoshi). Jego znanym dziełem, oryginalnym rysunkiem, jest „Piękność spoglądająca za siebie” (Mikaeri bijin-zu).
Początek gatunku wiąże się z działalnością anonimowego artysty, określanego w późniejszej literaturze przedmiotu jako mistrz Kambun, tworzącego około 1660 roku. Termin ukiyo-e po raz pierwszy pojawił się dopiero w roku 1682 w powieści Kōshoku ichidai otoko (Życie miłosne pewnego mężczyzny), której autorem był popularny podówczas pisarz i poeta Saikaku Ihara.
Technika drzeworytu rozwinęła się jako sztuka powielania, stając się tym samym dostępną szerokim rzeszom mieszczan. Kiyonobu Torii, który tworzył sumizuri-e kolorowane ręcznie pędzlem. Były one barwione głównie czerwonymi pigmentami, o różnych odcieniach. Nosiły one nazwy tan-e (pomarańczowo-czerwony) i beni-e (różu). Po dodaniu do beni-e kilku kolorów nazywano je benizuri-e. Nazwa pochodzi od rośliny farbierskiej i oleistej o nazwie benibana (pol. Krokosz barwierski, łac. Carthamus tinctorius). Prace szkoły Torii były wykorzystywane m.in. do reklamowania przedstawień teatru kabuki. Technika ta została bowiem zaadaptowana do druku pamfletów, reklam teatralnych oraz ilustrowania popularnych książek, ukazujących dzielnice rozrywki (yūkaku) skupiające restauracje, teatry, łaźnie i domy publiczne. W Edo (ob. Tokio) była to Yoshiwara, w Kioto – Shimabara i Gion (Gion Higashi, Gion Kōbu), w Osace – Shinmachi. Te trzy miasta, o największej liczbie ludności w ówczesnej Japonii, były nazywane „wielką trójką” i były pod bezpośrednim nadzorem władz kraju, a Edo z milionową populacją stało się do XVIII wieku największym miastem na świecie.  
Właśnie w Edo sztuka ta rozwinęła się najpierw i najszybciej. W poszukiwaniu pracy przybywali bowiem do tego miasta rzemieślnicy, kupcy, budowniczy, wędrowni artyści. Szybko rosła liczba samurajów ze wszystkich prowincji, co było wynikiem m.in. specjalnego zarządzenia władz (siogunatu), polegającego na obowiązkowym stawiennictwie i naprzemiennym, rocznym pobycie w stolicy feudalnych panów (daimyō) wraz z liczną służbą. Był to system kontroli o nazwie sankin-kōtai, polegający na tymczasowej obecności feudałów (w charakterze „zakładników”) na dworze siogunów. W podróżach z i do swoich hanów orszaki musiały poruszać się wyznaczonymi trasami tak, aby nie dochodziło do spotkań i ewentualnych spisków przeciwko władzy. Musieli oni także budować własne rezydencje w Edo. To dla tej, napływającej szybko nowej społeczności stolicy obrazki ukiyo-e stały się źródłem informacji i formą rozrywki.

### II okres (od 1765 do ok. 1806 roku)
W 1765 roku stały się modne – zwłaszcza wśród poetów haiku – kalendarze z ilustracjami (e-goyomi). To doprowadziło do spotkań towarzyskich, polegających na wymianie tych kalendarzy. 
W odpowiedzi na tak duże zapotrzebowanie m.in. Harunobu Suzuki opracował sposób wielobarwnego drukowania o nazwie „brokatowe obrazy Wschodu” (azuma-nishiki-e), co doprowadziło do rozkwitu „kultury” ukiyo-e. Wprowadzono także specjalne znaczniki (kentō) do zaznaczania punktów precyzyjnego nadruku oraz pojawił się mocny, wysokiej jakości, biały papier, który wytrzymywał druk wielokolorowy. Był on produkowany w prowincji Echizen z drewna morwowego (jap. kōzo, łac. Broussonetia kazinoki x B. papyrifera, papierowa morwa) i nazywał się echizen-hōsho-gami. Istotną rolę odegrał także podział pracy zorganizowany dla kolejnych, skomplikowanych procesów wytwarzania drzeworytów. Rysownik (shitae-shi), autor oryginalnego projektu (hanshita-e) namalowanego czarnym tuszem na papierze, po cenzurze wydawcy, przekazywał dzieło rytownikowi (hori-shi), który naklejał je na blok drewna i rzeźbił, a następnie przekazywał drukarzowi (suri-shi), który wykonywał odbitki. 
W okresie tym tworzyli także Shunshō Katsukawa, czy Shigemasa Kitao, który dodał realistyczne kontury do portretów aktorów (yakusha-e). Pojawił się także Utamaro Kitagawa, tworząc portrety samych głów (ōkubi-e). Dzięki jego twórczości portrety kobiet w stylu ukiyo-e osiągnęły wysoki poziom. Dla tworzącego się mieszczaństwa tworzyły nowe kanony estetyczne. Utamaro znał świat dzielnic „bez nocy” i dlatego potrafił przekazać nie tylko wdzięk kurtyzan, ale i ich indywidualny charakter. Dzięki temu jego dzieła odniosły sukces.
W 1790 roku w ramach „reform ery Kansei” (1789–1801) władze ustanowiły m.in. system pieczęci zatwierdzających (aratame-in) i wprowadziły różne ograniczenia dotyczące publikacji. W 1795 roku wydawca Jūzaburō Tsutaya (1750–1797) został zmuszony do zapłacenia dużej kary pieniężnej za publikowanie swoich nieprawomyślnych politycznie dzieł. Ratując swoją sytuację drukował wysoko cenione prace Sharaku Tōshūsaia. Jego drzeworyty przedstawiające popularnych aktorów były wysoko cenione, zarówno ze względu na technikę, jak i jakość zastosowanych, kosztownych materiałów. Tsutaya odniósł sukces finansowy, ale portrety aktorów zyskały jedynie krótkotrwałą popularność z powodu nadmiernie przesadzonych rysów. Ze względu na to, że tożsamość Sharaku pozostaje do dziś przedmiotem dyskusji, niektórzy uczeni twierdzą, że on i Jūzaburō mogą być tą samą osobą, chociaż jest to mało prawdopodobne. Wiadomo jedynie, że w ciągu jednego sezonu teatralnego (1794/1795) Sharaku wykonał blisko sto pięćdziesiąt drzeworytów o tematyce teatralnej, po czym zniknął równie szybko jak się pojawił. Jego prace wywarły głęboki wpływa na późniejsze malarstwo portretowe. Twarze stały się niepowtarzalne, charakterystyczne. Zaprzestano np. ukrywania męskich rysów aktorów grających role kobiece (onnagata).
Wkrótce został pokonany przy pomocy „podobizn aktorów na scenie” (butai no sugata-e) wykonywanych przez Toyokuniego Utagawę. Tym samym powstała największa szkoła malarzy ukiyo-e eshi, szkoła Utagawa, składająca się z uczniów Toyokuniego.
Lata 1781–1804 uważa się za złoty wiek ukiyo-e. Tworzyli wówczas m.in.: Kiyonaga Torii, Utamaro Kitagawa, Eishi Chōbunsai i Sharaku Tōshūsai.

### III okres (od 1807 do ok. 1858)
Po śmierci Utamaro Kitagawy w 1806 roku główny nurt portretów pięknych kobiet (bijin-ga) zmienił się w zmysłową, seksowną urodę, na przykład w dziełach Eisena Keisai. Hokusai Katsushika odpowiadając na boom podróżniczy, stworzył „Trzydzieści sześć widoków góry Fuji” (Fugaku sanjū-rokkei), a Hiroshige Andō (Hiroshige Utagawa) „Pięćdziesiąt trzy stacje na gościńcu Tokaidō” (Tōkaidō gojūsan-tsugi) w latach 1832–1834. Tak powstał dzięki nim gatunek „rysunków słynnych krajobrazów” (meisho-e) w kategorii ukiyo-e.
Andō przyjął przydomek Hiroshige w 1811 roku, kiedy wstąpił do pracowni Toyohiro Utagawy, co pozwoliło mu na używanie nazwy szkoły Utagawa zamiast swojego rodowego nazwiska. Sukces przyniosły mu kompozycje ukazujące naturę i pejzaże. Wykonał tysiące prac przedstawiających kwiaty i ptaki, ale także Edo, miasta i drogi Japonii. Został uznany za „mistrza deszczu” w związku ze znakomitym oddawaniem krajobrazów w strugach deszczu.
W kategorii portretów aktorów (yakusha-e), zasłynął mocną kreską Kunisada Utagawa jako następca swojego nauczyciela Toyokuni Utagawy, a w książkach z ilustracjami (kusa-zōshi), obrazy wojowników i bitew (musha-e) tworzył Kuniyoshi Utagawa.

### IV okres (od 1859 do ok. 1912)
Okres schyłkowy zaznaczają dokonania szkoły Utagawa oraz działalność takich twórców, jak Hokusai Katsushika i Hiroshige Andō. W związku z przybyciem do Japonii 
floty komodora Matthew Perry'ego, otwarcia kraju i rosnącego zainteresowania kulturą Zachodu modne stały się yokohama-ukiyo-e, a po restauracji Meiji „obrazy oświecenia, odnowy” (kaika-e), które przedstawiały zachodnią architekturę i koleje.
Za ostatniego mistrza ukiyo-e uważany jest Yoshitoshi Tsukioka, który tworzył „krwawe drzeworyty” (muzan-e) pełne okrucieństwa i przemocy, malowidła historyczne (rekishi-ga)  i obrazy rodzajowe (fūzoku-ga). Zachęcał on swoich uczniów do poznawania także innych kategorii sztuki malarskiej. Wielu jego uczniów zostało znanymi ilustratorami i malarzami, jak Kiyokata Kaburaki. W ten sposób zanikającą tradycję ukiyo-e próbowano przenosić do innych, nowych gatunków. Pojawiły się bowiem gazety, zdjęcia, nowe technologie, jak litografia. Jednakże nie przyniosło to pozytywnych rezultatów. 
Choć drzeworyty w tej samej technice wykonywane są do dziś, rozwój gatunku zamyka się wraz ze schyłkiem okresu Edo. Drzeworyty wykonywane w czasach Meiji (1868–1912) i późniejsze określane są już nazwą hanga lub mokuhan-ga.

## Technika wykonania[15]
Wykonanie drzeworytu wymagało współpracy czterech osób: artysty, rytownika, drukarza i wydawcy. Technika wykonania wysokiej jakości wielobarwnego drzeworytu nishiki-e około 1800 roku:
- kreśląc linie tuszem (sumi-sen), artysta wykonuje konturowy, czarno-biały szkic (shita-gaki) na częściowo przeźroczystym papierze, zaznaczając słowami lub numerami poszczególne barwy;
- rytownik (hori-shi) nakleja szkic na klocek drzeworytniczy z drewna wiśniowego i wycina projekt tak, aby stworzyć oryginał w negatywie. Blok ten, płyta z tuszem, (sumi-ita), służy do drukowania czarnego obrysu;
- z pierwszej matrycy wykonywanych jest tyle odbitek (wciąż czarno-białych), ile klocków potrzebnych będzie dla poszczególnych kolorów (nawet po opracowaniu techniki drzeworytu wielobarwnego wybrane kolory nakładano niekiedy ręcznie, klocki do kolorów to iro-ita);
- rytownik nakleja odbitki na klocki i po przetarciu przycina matryce poszczególnych barw;
- drukarze (suri-shi) – pod nadzorem artysty – odbijają poszczególne kolory (każdy blok ma oznaczenie w tym samym miejscu w stosunku do gotowego obrazu, drukarz używa ich, aby upewnić się, że papier jest ustawiony na bloku we właściwej pozycji, tak aby kolory nie zniknęły).

Ogólne zasady podczas drukowania ukiyo-e to:
- przejść kolejno od jaśniejszych kolorów do ciemniejszych;
- przejść od bloków o mniejszych obszarach drukowania do tych z większymi.

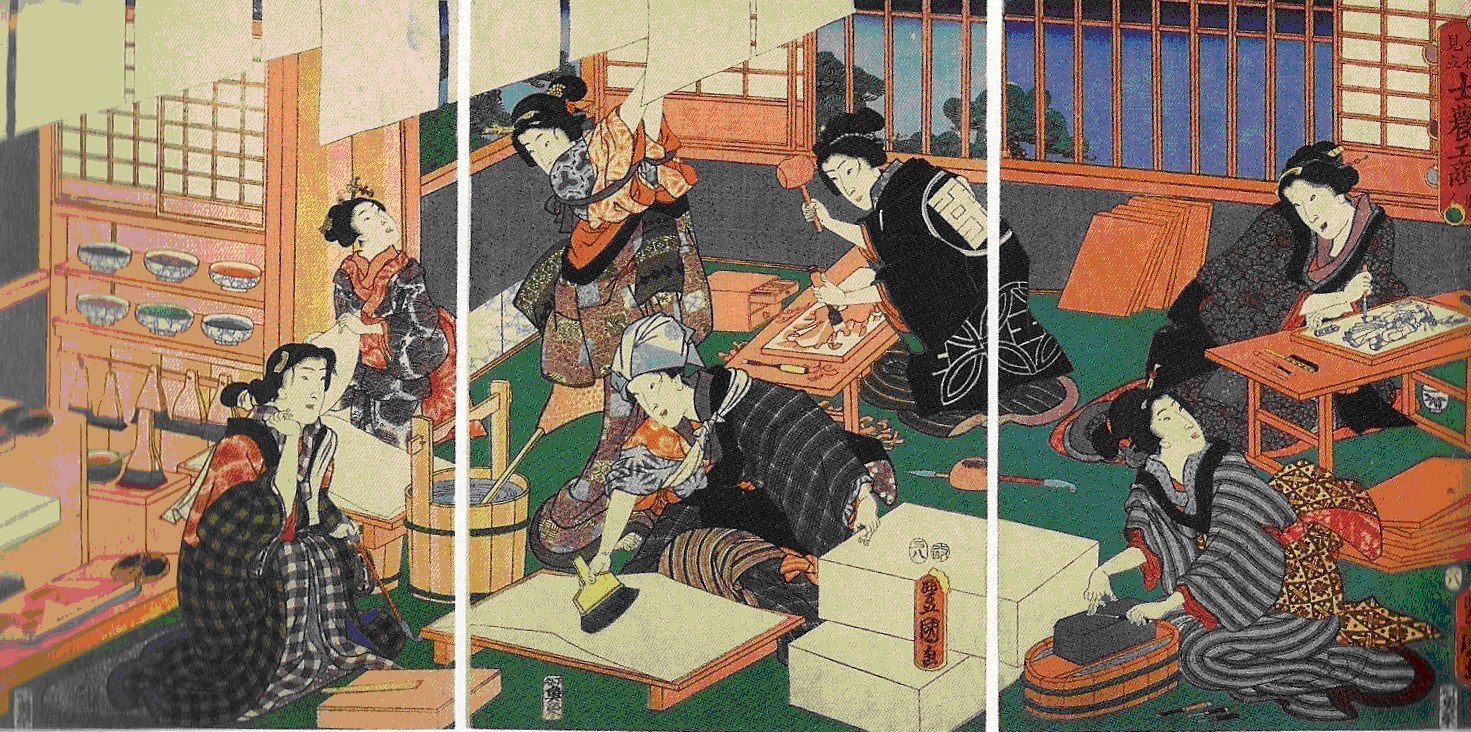
Kunisada Utagawa, Grupa pięknych kobiet przy tworzeniu ukiyo-e

## Główni twórcy
- Moronobu Hishikawa
- Dohan Kaigetsudō
- Harunobu Suzuki
- Utamaro Kitagawa
- Sharaku Tōshūsai
- Hiroshige Andō
- Hokusai Katsushika

Przykładowe grafiki znajdują się w artykułach poświęconych tym autorom.

## Odmiany techniczne
- sumizuri-e: pierwsze drzeworyty ukiyo-e, czarno-białe
- tan-e: czarno-białe odbitki wzbogacone ręcznie prostymi kolorami, początkowo koloru „czerwonej ziemi”, w późniejszych latach także innymi
- beni-e: drzeworyty o przewadze różu
- benizuri-e: beni-e wzbogacone innymi kolorami
- nishiki-e: tzw. obraz brokatowy (od szczególnej połyskliwości), wykorzystywano do 10 farb drukarskich, odbitkę posypywano proszkiem srebrnym, złotym lub sproszkowaną masą perłową
- urushi-e: odbitki połyskujące dzięki zmieszaniu czarnej farby drukarskiej z klejem o lekkim połysku (efekt przypomina lakę)

## Wpływukiyo-ena sztukę Zachodu
W połowie XIX wieku Stany Zjednoczone (a następnie kolejne kraje) wymusiły na Japonii zakończenie ponad dwustuletniego okresu samoizolacji (sakoku) i rozpoczęła się wymiana towarów z Zachodem. Japonia uzyskała w ten sposób od 1864 roku szansę m.in. szerokiego zaprezentowania swojej sztuki i rzemiosła na międzynarodowych wystawach w różnych krajach. Oryginalność dzieł japońskich mistrzów wzbudziła ogromne zainteresowanie i wywarła wpływ na sztukę Zachodu, w tym także Polski. Jest on widoczny w twórczości wielu polskich malarzy XIX i XX wieku, którzy mieli kontakty z twórcami i szkołami europejskimi m.in. w Paryżu i Monachium. Należeli do nich m.in.: Leon Wyczółkowski, Olga Boznańska, Józef Pankiewicz, Julian Fałat, Anna Bilińska-Bohdanowiczowa, Stanisław Wyspiański. 
Do pierwszych wielbicieli i promotorów zalicza się Siegfrieda Binga, który otworzył w Paryżu sklep z przedmiotami japońskimi i zaczął wydawać periodyk o nazwie „Le Japon artistique” oraz malarzy: Vincenta van Gogha (1853–1890) i Henri de Toulouse-Lautreca (1864–1901). Pod wpływem japonizmu byli także m.in.: James McNeill Whistler, Edgar Degas, Gustav Klimt, Paul Gauguin, Pierre-Auguste Renoir, Frank Lloyd Wright.
Wpływ ukiyo-e na twórczość Vincenta van Gogha widoczny jest m.in. w jego dziele składającym się z serii trzech obrazów namalowanych kolejno w latach 1886–1888 i noszących wspólny tytuł Portret „Ojca” Tanguy. Ich tematem jest wizerunek marszanda Juliena Tanguy. Na obrazie drugim i trzecim tłem portretu są japońskie drzeworyty. 
Ukiyo-e wywarło wpływ nawet na muzykę klasyczną. Claude Debussy zainspirował się pracą Hokusaia Wielka fala u wybrzeża Kanagawy i skomponował utwór La Mer. Na okładce pierwszego wydania tego utworu z 1905 roku został umieszczony fragment tego drzeworytu japońskiego mistrza.